# De Kleine Polder
De particuliere polder De Kleine Polder, ook bekend geworden als Blinksma's Polder, was een polder in de gemeente Haskerland en lag naast de De Groote Sint Johannesgasterveenpolder. Het was een zelfstandig bestuursorgaan van 1784 tot 1959.
In 1784 werd al een poldercontract gesloten door de grondeigenaren. Het archief van voor 1941 is echter verloren gegaan. In 1961 ging kwam de bemaling door ruilverkaveling terecht bij de veenpolder De Groote Sint Johannesgasterveenpolder, die ook de belastingen hief.